# Vạn Hương
Vạn Hương là một phường thuộc quận Đồ Sơn, thành phố Hải Phòng, Việt Nam.

## Địa lý
Phường Vạn Hương có diện tích 7,97 km², dân số năm 2022 là 4.274 người, mật độ dân số đạt 536 người/km².

## Lịch sử
Ngày 14 tháng 3 năm 1963, Hội đồng Chính phủ ban hành Quyết định số 27-CP về việc thành lập tiểu khu Vạn Hương thuộc thị xã Đồ Sơn mới thành lập trên cơ sở một phần của khu vực Đồ Sơn thuộc huyện Kiến Thụy.
Ngày 5 tháng 3 năm 1980, Hội đồng Chính phủ ban hành Quyết định số 72-CP về việc thành lập thị trấn Đồ Sơn thuộc huyện Đồ Sơn mới thành lập trên cơ sở tiểu khu Vạn Hương của thị xã Đồ Sơn.
Ngày 6 tháng 6 năm 1988, Hội đồng Bộ trưởng ban hành Quyết định số 100-HĐBT về việc thành lập phường Vạn Hương thuộc thị xã Đồ Sơn trên cơ sở một phần của thị trấn Đồ Sơn.
Ngày 12 tháng 9 năm 2007, Chính phủ ban hành Nghị định số 145/2007/NĐ-CP về việc thành lập quận Đồ Sơn thuộc thành phố Hải Phòng trên cơ sở toàn bộ thị xã Đồ Sơn và một phần của huyện Kiến Thụy. Khi đó, phường Vạn Hương thuộc quận Đồ Sơn.